# Lehigh Railway
Die Lehigh Railway (AAR-reporting mark: LRWY) ist eine Class-3-Bahngesellschaft (local railroad), die seit Januar 2009 Schienengüterverkehr auf der etwa 90 km langen Strecke Sayre/Athens–Towanda–Mehoopany im US-Bundesstaat Pennsylvania erbringt. Im August 2020 wurde bekanntgegeben, dass das bisher durch den Unternehmer Steven C. May gehaltene Unternehmen vorbehaltlich kartellrechtlicher Genehmigungen an die R. J. Corman Railroad Group verkauft wird.

## Geschichte
Die Lehigh Valley Railroad (LV) errichtete von 1867 bis 1869 über ihre Tochtergesellschaft Pennsylvania and New York Canal & Railroad eine Bahnstrecke entlang des Susquehanna Rivers von Wilkes-Barre über Towanda nach Athens und Waverly. In den folgenden Jahren wurde diese Strecke Teil der LV-Hauptverbindung zwischen dem Großraum New York, dem Wyoming Valley und Buffalo. Bis 1961 wurde auch Personenverkehr angeboten; seither ausschließlich Güterverkehr. Nach Übernahme der seit 24. Juli 1970 insolventen LV durch die Consolidated Rail Corporation (Conrail) am 1. April 1976 entfiel die überregionale Bedeutung der Strecke, da Conrail auch auf die ebenfalls übernommenen Hauptstrecken der Erie Lackawanna Railroad und der Penn Central Transportation zurückgreifen konnte. Die Strecke zwischen dem Rangierbahnhof in Sayre und Pittston bei Wilkes-Barre diente seitdem nur noch dem regionalen Güterverkehr. 1996 verkaufte Conrail den Abschnitt von Mehoopany bis Pittston an die Reading Blue Mountain and Northern Railroad (RBMN), womit der verbleibende Abschnitt Sayre–Mehoopany betrieblich zur Stichstrecke wurde. Bei der Aufteilung von Conrail im Jahr 1999 gelangte dieser Streckenabschnitt zur Norfolk Southern Railway (NS).
2008 vereinbarten die NS und Steven C. May, Eigentümer der Owego & Harford Railway (OHWY) und Luzerne and Susquehanna Railway (LS), die Übernahme des regionalen Güterverkehrs südlich von Sayre durch die Firmengruppe von May. Die im Herbst 2008 neu gegründete Lehigh Railway (LRWY) mit Sitz in Owego mietet dazu die 90,1 km lange Strecke der NS von Milepost 269,5 in Athens bis 213,5 in Mehoopany. Zusätzlich erhielt die LRWY Operating Rights von Athens bis in den Rangierbahnhof Sayre, wo der Güterwagentausch mit der NS erfolgt. Mietbeginn und Betriebsaufnahme waren am 23. Januar 2009. Das Frachtaufkommen der LRWY nahm ab etwa 2012 deutlich zu, da in der auf der Marcellus-Formation gelegenen Region zahlreiche Fracking-Bohrungen zur Gewinnung von Schiefergas begonnen wurden, für die Sand und andere Zuschlagstoffe angeliefert werden.
Am 19. August 2020 gab die R. J. Corman Railroad Group bekannt, dass sie vorbehaltlich der Genehmigungen der Aufsichtsbehörden die Aktivitäten und Anlagen der Lehigh Railway sowie der beiden weiteren von Steven May gehaltenen Bahngesellschaften Owego and Harford Railway und Luzerne and Susquehanna Railway übernehmen wird. Die R. J. Corman-Gruppe hat dazu eine neue Tochtergesellschaft namens R. J. Corman Railroad Company/Lehigh Line, LLC gegründet.

## Infrastruktur
Die LRWY ist auf einer 90,1 km (56,0 Meilen) langen Bahnstrecke zwischen Athens und Mehoopany tätig, die Eigentum der Norfolk Southern Railway (NS) ist und von dieser an die LRWY vermietet wird. Den Streckenunterhalt führt die LRWY im Auftrag der NS durch.
Nebengleise zum Güterumschlag oder zur Wagenabstellung waren 2020 in Athens, Towanda, Wysox, Wyalusing, Meshoppen und Mehoopany vorhanden. Die Verwaltung der LRWY ist in Owego beim Schwesterunternehmen Owego & Harford Railway (OHWY) ansässig.

## Verkehr
Im ersten Betriebsjahr, 2009, beförderte die LRWY nach eigenen Angaben 2500 Güterwagen. 2015 wurden 6200 Wagen verzeichnet. Transportiert werden vor allem Zuschlagstoffe für Hydraulic Fracturing (Sand, Natriumhydroxid), Holz, Düngemittel, Futtermittel, Schwefelsäure sowie Flüssiggas. Der Übergang in das weitere amerikanische Bahnnetz erfolgt in Sayre zur Norfolk Southern Railway sowie in Mehoopany zur Reading Blue Mountain and Northern Railroad (RBMN). Wagentausch mit der RBMN findet ferner in Towanda statt, wo eine kurze, durch die RBMN betriebene Nebenstrecke nach Monroeton beginnt.
Für den gesamten Betrieb und Streckenunterhalt beschäftigte die LRWY 2015 neun eigene Mitarbeiter sowie bei Bedarf Angestellte der Schwesterunternehmen OHRY und LS.

## Fahrzeuge
In den ersten Betriebstagen nutzte die LRWY von der NS gemietete Diesellokomotiven. Seit Februar 2009 kommen zwei gebraucht erworbene, in den 1970er-Jahren gebaute Diesellokomotiven des Typs GE U23B zum Einsatz, die im Oktober 2010 um zwei EMD GP40 und eine EMD GP40-2 sowie im Juni 2011 um zwei EMD SD40-2 ergänzt wurden. Zur Wartung der Fahrzeuge wird ein Depot in Towanda genutzt.